# Vignacastrisi
Vignacastrisi is een plaats (frazione) in de Italiaanse gemeente Ortelle.
Het betekent letterlijk "Wijngaarden van Castro". Castro is een dorpje dat iets verderop langs de kust ligt.
Tot 1995 was er erg veel tabaksindustrie en druiventeelt. Het dorpje heeft een eigen bakkerij, twee allimentari (kleine buurtsupermarkten), twee garagebedrijven, een slager en een café.
Eens per jaar is het eetfeest ter ere van de Salentese Orrichiette. Het zijn kleine pastaschelpjes (oortjes) die met een tomatensaus worden afgedekt. Daaroverheen zit een heel scherpe en sterke kaas. Bij het gerecht wordt Negroamarowijn gedronken. De muziek die gedraaid wordt is vooral de Pizzica Salentino.
Het dialect is direct verbonden aan dat van Salento (de onderste streek van Apulië). 